# 中南大学数学与统计学院
中南大学数学与统计学院是由原长沙铁道学院、中南工业大学、湖南医科大学的数学学科于2002年5月合并组建而成的二级学院。

## 基本概况

### 本科生教育
学院于1977年开始招收培养数学专业本科学生，现有数学与应用数学、信息与计算科学、统计学3个本科专业；2012年开办数学拔尖人才培养试点班（科学班），2019年数学与应用数学专业入选国家强基计划和国家一流本科专业建设点；2020年，信息与计算科学专业获批国家一流本科专业建设点；统计学专业先后获湖南省特色专业和一流本科专业建设点。学院拥有国家级精品课程2门，国家精品在线开放式课程和国际MOOC各1门，获省部级优秀教学成果奖10余项。

### 研究生教育
学院于1978年开始招收培养硕士研究生，1981年二级学科“概率论与数理统计”获批全国首批博士点并开始招收培养博士研究生。学院现有数学和统计学2个一级学科博士学位授权点、数学和统计学两个博士后科研流动站。“概率论与数理统计”学科于2001年被列为全国首批国家重点学科、且为“十五”和“十一五”国家重点学科。数学是湖南省重点建设学科，并于2017年9月入选国家“双一流”建设学科。学院学科方向涉及马氏过程及其相关领域、泛函分析及应用、常微分方程与动力系统、科学计算、偏微分方程及其应用、群论及数理逻辑、优化与控制理论、应用统计学和数量经济学等。

## 组织架构

### 专业系所
- 数学与应用数学系
- 信息与计算科学系
- 概率与统计学系
- 高等数学与教学研究中心

### 教学中心
- 数学实验教学中心

### 研究机构
- 工程建模与科学计算研究所
- 概率研究所

### 管理部门
- 党政综合办公室
- 学生工作办公室[3]

## 知名人物
- 侯振挺：中南大学教授。长期从事概率论特别是马尔可夫过程的研究。1981年获英国皇家学会戴维逊奖（英语：Rollo Davidson Prize），2017年获第十三届华罗庚数学奖[4]、全国劳动模范。
- 刘路：中南大学特聘研究员。2010年，大二学生刘路证明了英国数理逻辑学者大卫·西塔潘（英语：David Seetapun）提出的西塔潘猜想，并因此被破格聘请为正教授级研究员。[5]